# 雲林縣褒忠鄉褒忠國民小學
雲林縣褒忠鄉褒忠國民小學（簡稱褒忠國小）是位在中華民國臺灣省雲林縣褒忠鄉的一所公立國民小學，現任校長為顏曉湘。

## 歷史

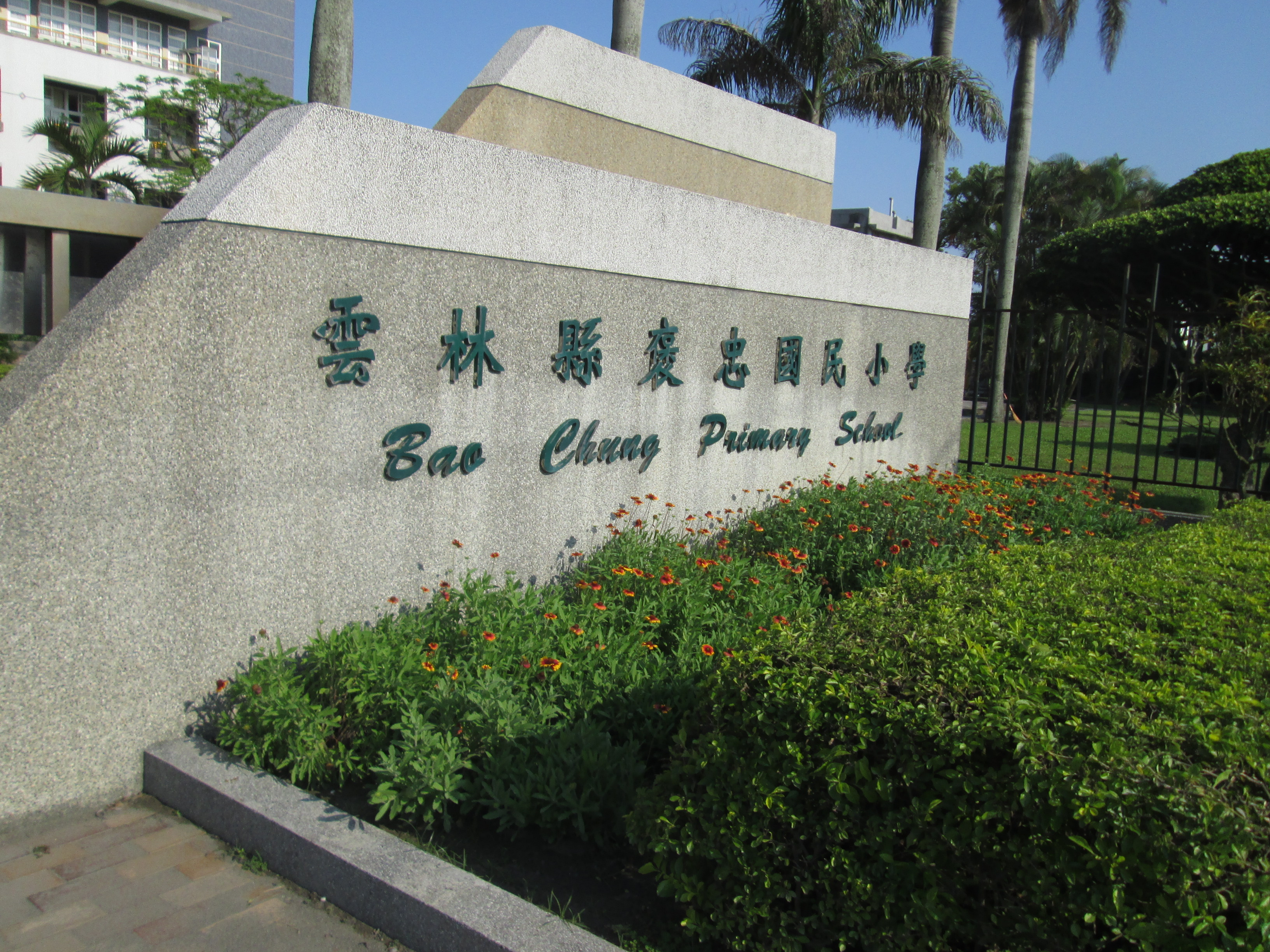
該校門口的校名石碑

褒忠國小成立於日據時代的1917年（大正六年）四月，時名為「虎尾郡土庫公學校埔姜崙分教場」，首任分教場主任為古川實雄，1920年古川調職，由內山儀三郎接任分教場主任。1921年4月，埔姜崙分教場從土庫公學校獨立，改稱「虎尾郡埔姜崙公學校」（仍位在土庫街境內），首任校長為相良義人，而後歷經松村明、洪天賜、中山宏、正岡忠太郎、中村薰、堀野涉諸任校長，中村薰任內並改名、改制為「土庫西國民學校」。
1945年臺灣光復，堀野涉因而免職，此校亦改隸臺南縣虎尾區土庫鎮，國民政府派張浚伯接收之，其於是年12月就任校長。民國35年（1946年）2月，此校改稱「土庫鎮第二國民學校」；9月因褒忠鄉成立，改稱「褒忠鄉第一國民學校」，次年（1947年）2月改為「褒忠鄉褒忠國民學校」，1968年實施九年國教而改制國民小學。
2017年，雲林縣舉辦臺灣燈會，縣政府配合舉辦全國花燈競賽，褒忠國小師生作品「鳳翔龍騰慶吉年」獲親子組燈王。

## 校歌
褒忠國小校歌為該校校友、前中華文化復興運動總會秘書長、前台灣團結聯盟黨主席蘇進強作詞、作曲，C大調、四四拍，共28小節。2004年2月9日正式成為該校校歌。歌詞節錄如下：
|                        | 嘉南平原 雲林褒忠新故鄉 同窗好友 尊師重道 共飲知識甘泉 |
| ——蘇進強，褒忠國小校歌 |                                                        |

## 外部連結
- 雲林縣褒忠國民小學網站